# 조라 램퍼트
조라 램퍼트(Zohra Lampert, 1937년 5월 13일 ~ )는 미국의 연극 배우, 텔레비전 배우, 영화 배우이다.

## 영화
- 헝그리 고스트 (2009년)
- 더 라스트 굿 타임 (1994년)
- 알란과 나오미 (1992년)
- 블루 노트(영어판) (1991년)
- 스탠리와 아이리스 (1990년)
- 엑소시스트 3 (1990년)
- 끝없는 사랑 (1984년)
- 알파벳 도시 (1984년)
- 전격 Z작전 (1982년)
- 블랙 뷰티 (1978년)
- 오프닝 나이트 (1977년)
- 코작 (1973년)
- 레츠 스케어 제시카 투 데스 (1971년)
- 하와이 5-0수사대 (1968년)
- 파인 매드니스 (1966년)
- 파시 프롬 헬 (1961년)
- 초원의 빛 (1961년)
- 오즈 어게인스트 투마로우 (1959년)